# Just Hits
Just Hits — сборник лучших песен американской певицы Бетт Мидлер, выпущенный в 1987 году лейблом K-Tel в Австралии и Новой Зеландии.

## Об альбоме
Это был уже третий сборник, который лейбл выпустил в Океании, ранее были выпущены альбомы The Best of Bette (1978) и The Best of Bette (1981), причём второй выпускался только на этой территории. В целом пластинка представляет собой сборник стандартных хитов певицы, таких как «Friends», «Boogie Woogie Bugle Boy», «Do You Wanna Dance», «Leader of The Pack», «Delta Dawn» и «The Rose». Самые «свежие» песни на альбоме из альбома No Frills 1987 года — «Beast of Burden» и «Is It Love». На альбоме присутствует сингловая версия песни «You’re Moving Out Today».
Для оформления обложки альбома была выбрана та же фотография из фильма «Роза», что для предыдущего сборника.

## Список композиций
Сторона «A»
1. «Beast of Burden» — 3:48
2. «Boogie Woogie Bugle Boy» — 2:26
3. «Say Goodbye to Hollywood» — 3:02
4. «Let Me Call You Sweetheart» (Live) — 1:30
5. «The Rose» — 3:40
6. «When a Man Loves a Woman» (Live) — 4:42
7. «Do You Wanna Dance?» — 2:56
8. «In the Mood» — 2:37
9. «Da Doo Ron Ron» — 1:00
10. «Is It Love» — 4:43

Сторона «Б»
1. «You’re Moving Out Today» (Single version) — 3:18
2. «Friends» — 2:49
3. «Delta Dawn» — 5:16
4. «Chapel of Love» — 2:25
5. «Superstar» — 5:09
6. «Stay with Me» (Live) — 5:00
7. «Leader of the Pack» — 3:41
8. «(Your Love Keeps Lifting Me) Higher and Higher» — 4:08

## Чарты
| Чарт (1987)                   | Пиковая позиция |
| ----------------------------- | --------------- |
| Австралия (Kent Music Report) | 97              |